# Wiesbaden-Frauenstein

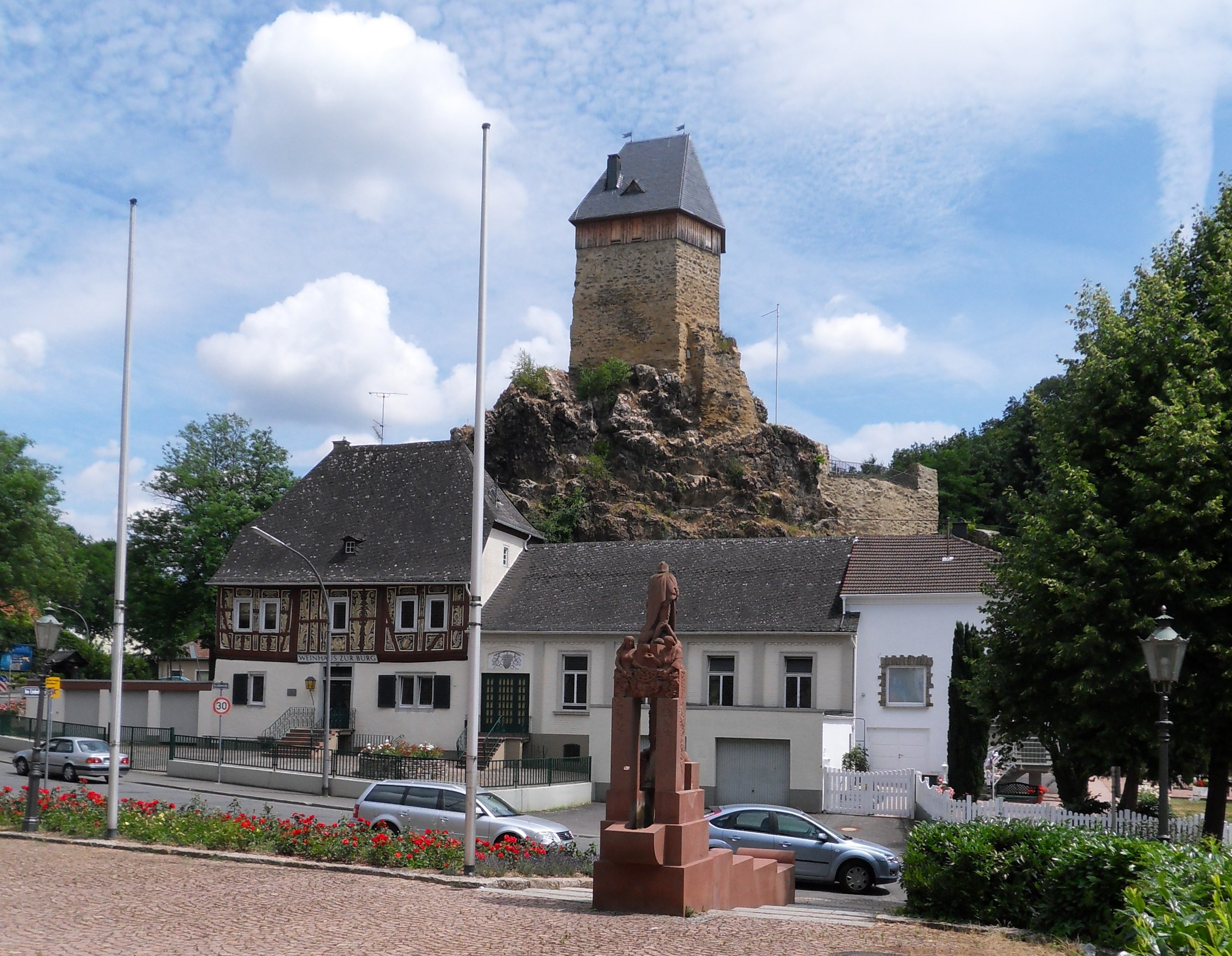
Blick vom Kirchvorplatz nach Osten über den Georgsbrunnen, die Kirschblütenstraße und das „Weinhaus zur Burg“ hin zur Burg auf dem Burgfelsen

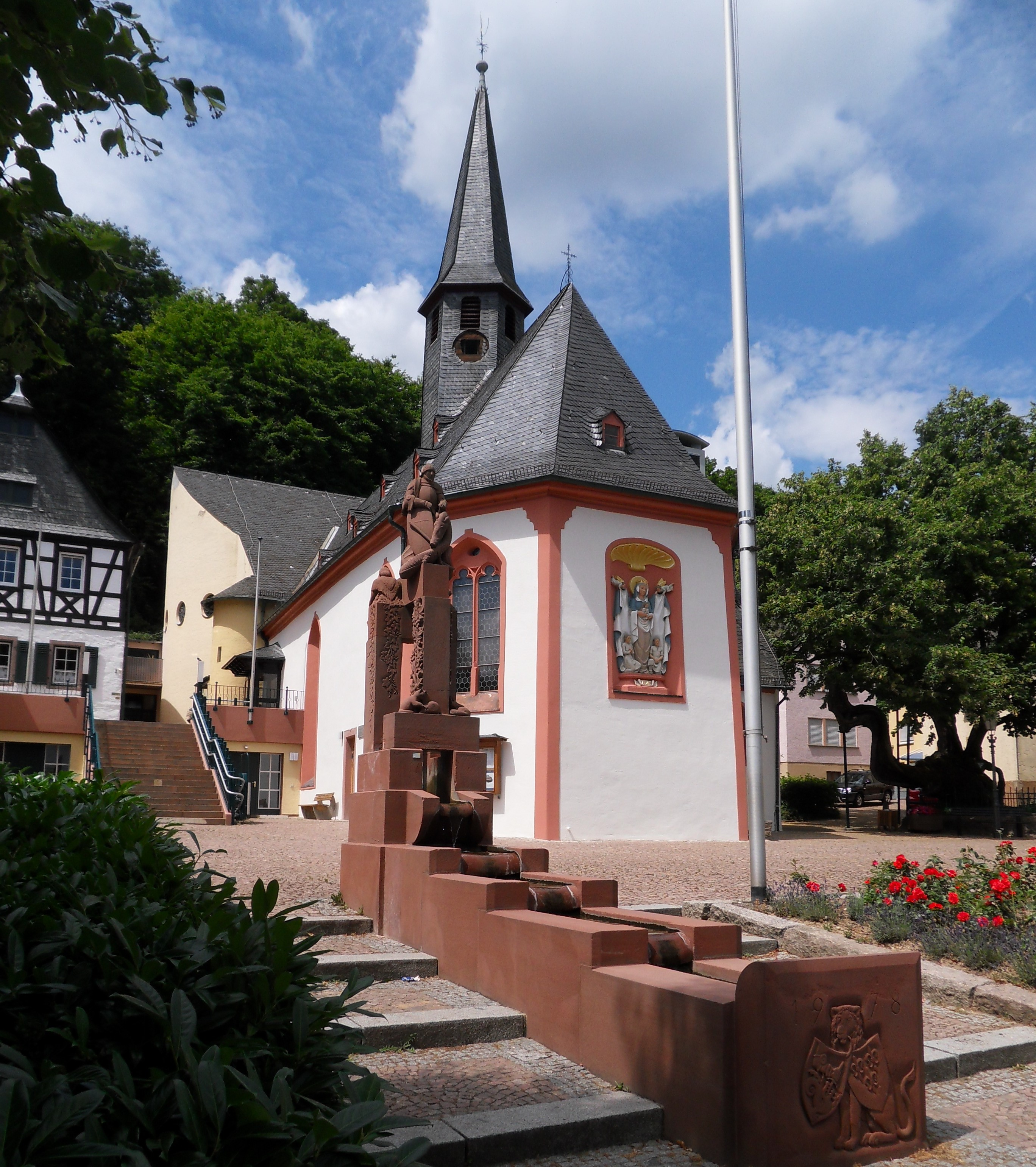
Georgsbrunnen aus Sandstein mit vier kaskadenartig überfließenden Brunnentrögen vor der Kirche St. Georg und Katharina, am rechten Bildrand die Blutlinde

Frauenstein ist ein Ortsbezirk der hessischen Landeshauptstadt Wiesbaden. Der Ort mit knapp 2400 Einwohnern gehört schon zum Weinbaugebiet Rheingau und bezeichnet sich deswegen gerne als Tor zum Rheingau.

## Ortsbild
In der Ortsmitte, die sich in dem engen Lippbach-Tal erstreckt, steht auf einem Felsen die Burgruine mit ihrem erhaltenen Bergfried, die um das Jahr 1200 entstand.
Gegenüber der Burgruine befindet sich ein kleiner Platz mit der katholischen Kirche St. Georg und Katharina mit spätgotischem Chor und Dachreiter (1509). Die 1953/54 erbaute neue Pfarrkirche stößt rechtwinklig dahinter an die alte Kirche und hat einen Teil der Ausstattung aufgenommen, zu der u. a. ein gotisches Kruzifix aus der Entstehungszeit der Kirche, ein barocker Hochaltar aus dem Kloster Tiefenthal (1713), eine aus dem Franziskanerkloster in Hadamar stammende Barockkanzel (1676) sowie die Statuen der Namenspatronen aus gleicher Epoche  gehören. Bei einer Restaurierung 1989/90 kamen ein neuer Altartisch, Ambo und Osterleuchter von Hubert Elsässer dazu.
Der Brunnen vor der Kirche (1978) wird von einer Sandsteinskulptur des Hl. Georg gekrönt.
Neben der Kirche steht eine Tausendjährige Linde, die schon teilweise geborsten ist. Sie wird auch Blutlinde genannt, da nach einer Legende ein junger Mann, der die Nichte eines Frauensteiner Burgherren entführt haben soll, wegen der Entführung hingerichtet worden sei. Die Braut ließ an dieser Stelle die Linde pflanzen. Hier war der Ort, an dem es 1537 in der Kreuzwoche am vocem iucunditatis zu einem schrecklichen Verbrechen kam. Hans, Sohn des „Hansen (Kraft) von Berstatt bey Echtzil in der Wedderawe, hatte an der Linde bei der Kirche ein 5jähriges Mädchen namens Merklin kennengelernt, in den Pfarrhof gelockt und dort bestialisch ermordet.“ Der Mörder wurde gefasst und in Mainz am folgenden Freitag nach Fronleichnam hingerichtet. Die Nachricht von dem Verbrechen verbreitete sich durch ein Flugblatt, das 1540 in Straßburg gedruckt wurde.
Die Linde wurde 1413 erstmals erwähnt und war ehemals eine Gerichtslinde.
Zu den besterhaltenen Fachwerkhäusern des Ortes gehört der Schönborn’sche Hof von 1571, in der Kirschblütenstraße direkt unterhalb der Burg, mit Resten mittelalterlichen Mauerwerks. Er wurde, wie der Falkersche Hof in der Georgstraße und das ehemalige Weinhaus zur Burg ursprünglich für die Burgmannen errichtet.
Zur touristischen Infrastruktur zählen mehrere Weingüter, teilweise mit Ausschank, Vinotheken, Pensionen, Ferienwohnungen und Apartments.

## Umgebung

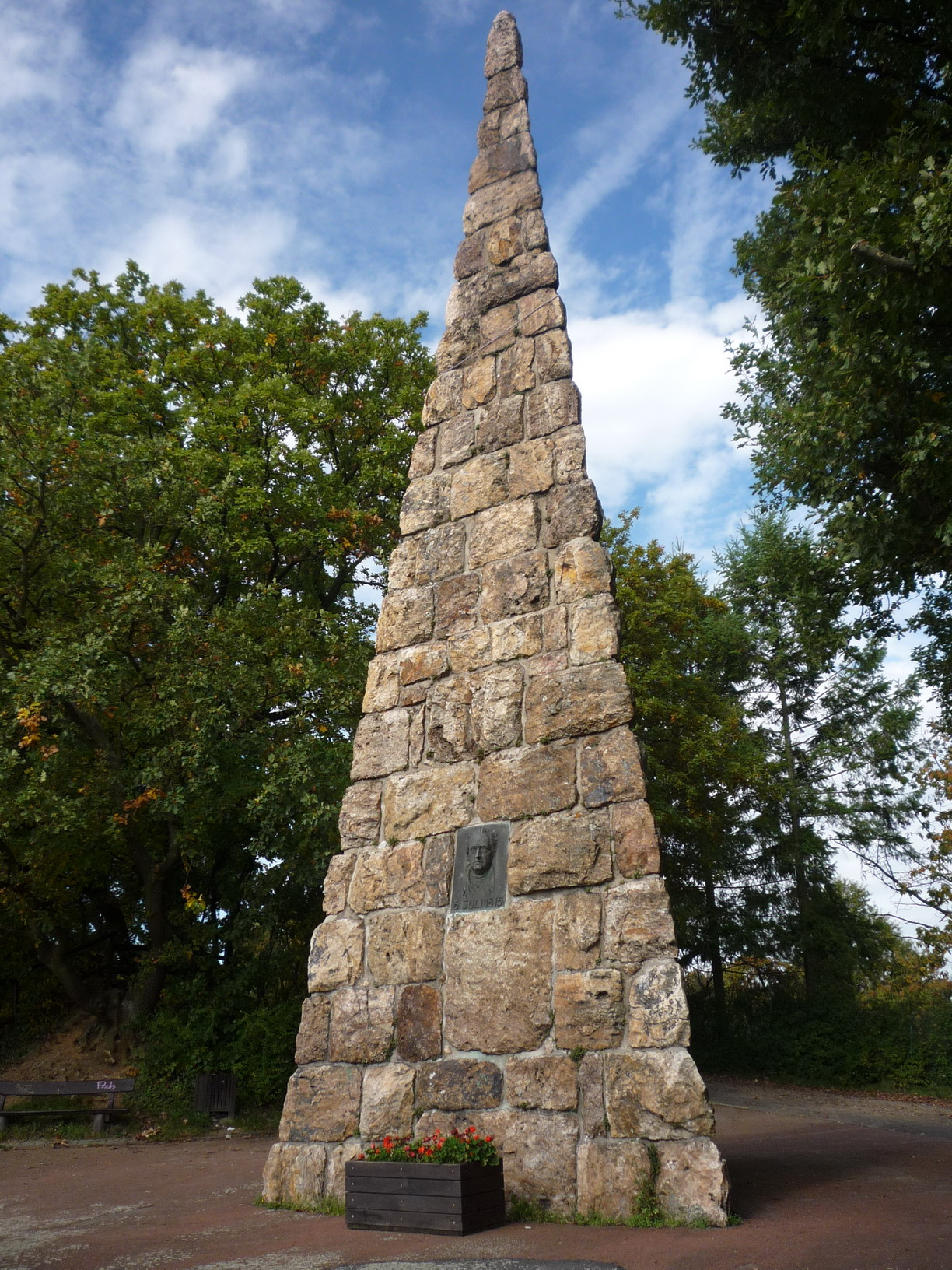
Goethestein

Südöstlich der Burgruine erhebt sich der 254,5 m ü. NHN hohe Spitzer Stein, von dem sich ein guter Blick in den Rheingau bietet. 
Auf der Südostflanke des Berges thront der Nürnberger Hof, ein beliebtes Ausflugslokal und Weingut, von dem man Blick auf den Rhein und den Rheingau mit seinen Weinbergen hat. 1815 machte Johann Wolfgang von Goethe hier bei seinem zweiten Aufenthalt in Wiesbaden Station, um geologische Studien zu betreiben. Im Jahre 1932 setzten die Frauensteiner Bürger ihm hier oben über den Rebhängen ein Denkmal: den so genannten Goethestein. Hierbei handelt es sich nicht wie vielfach irrtümlich angenommen um einen Obelisken, sondern wegen seiner dreieckigen Grundfläche um einen Tetraeder.
Am Ortsausgang Richtung Wiesbaden-Schierstein und Walluf, in der Nähe des Grorother Hofs wurde ein Europa-Weinberg angelegt, in dem verschiedene charakteristische Rebsorten Europas angepflanzt sind. Auf Tafeln sind sie näher beschrieben. Zum Grorother Hof gehörte früher die Grorother Mühle, die heute in der Schiersteiner Gemarkung liegt.
Am Ortsausgang Richtung Georgenborn befindet sich das Schloss Sommerberg, ehemals neben Grorother Hof, Nürnberger Hof, Hof Armada und Hof Rosenköppel einer der fünf Wehrhöfe der Grafen zu Nassau gegen den Mainzer Erzstift, zu dem die Burg Frauenstein gehörte.

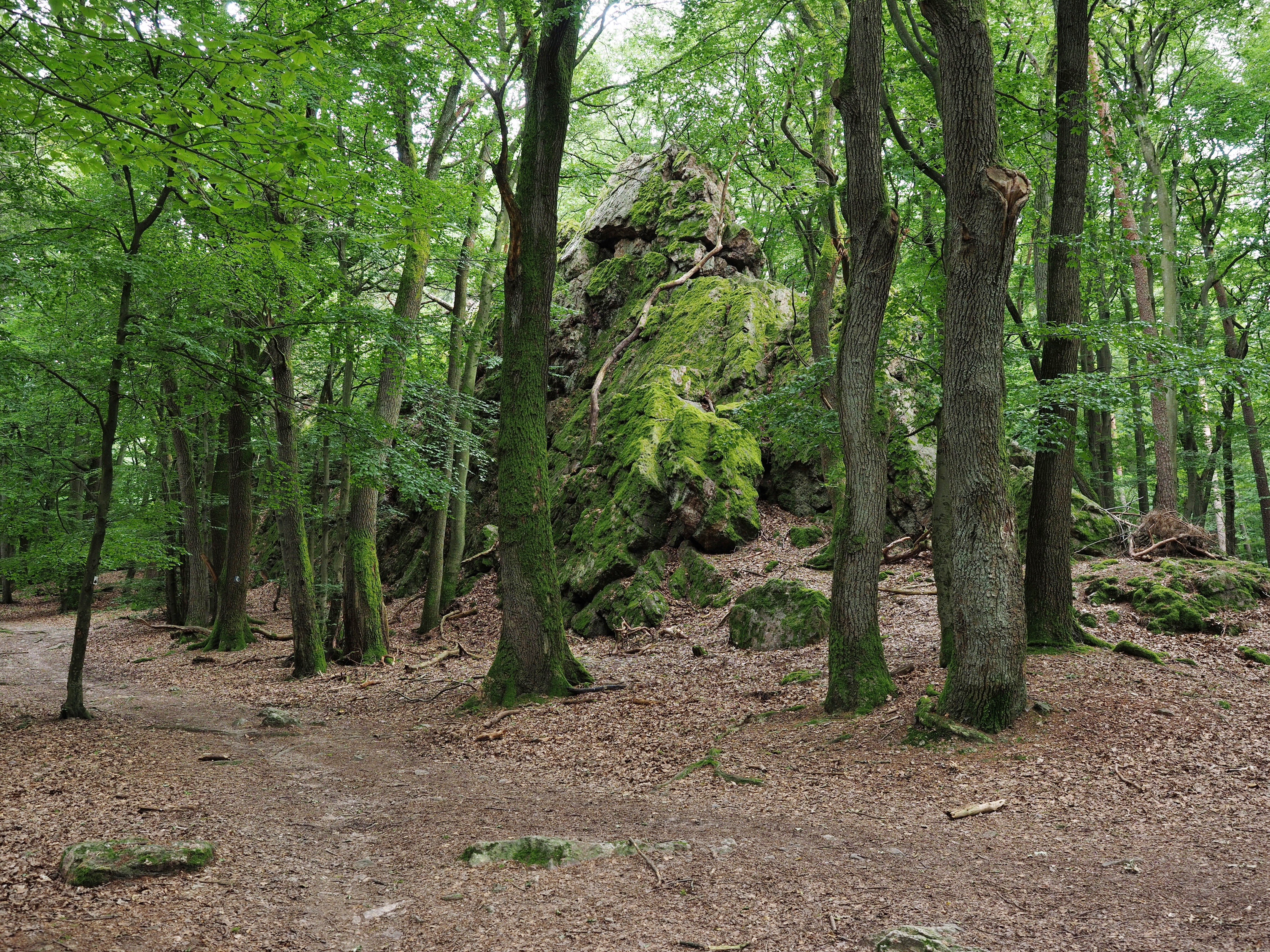
Grauer Stein

Um Frauenstein gibt es, neben Wein, zahlreiche Kirschbaum-Wiesen, die vor allem zur Kirschblüte im Frühjahr ein beliebtes Ausflugsziel sind. Hinter diesen Obstwiesen führen Wanderwege zum Grauen Stein (339 m) bei Georgenborn im Nonnenbuchwald. Mit einer Höhe von 25 m gehört der Graue Stein zu einem Quarzitgang, der vor rund 320 Millionen Jahren entstand und ca. 4 km weit bis zum Spitzen Stein reicht. Der Graue Stein wird auch als Kletter-Übungsfels genutzt.

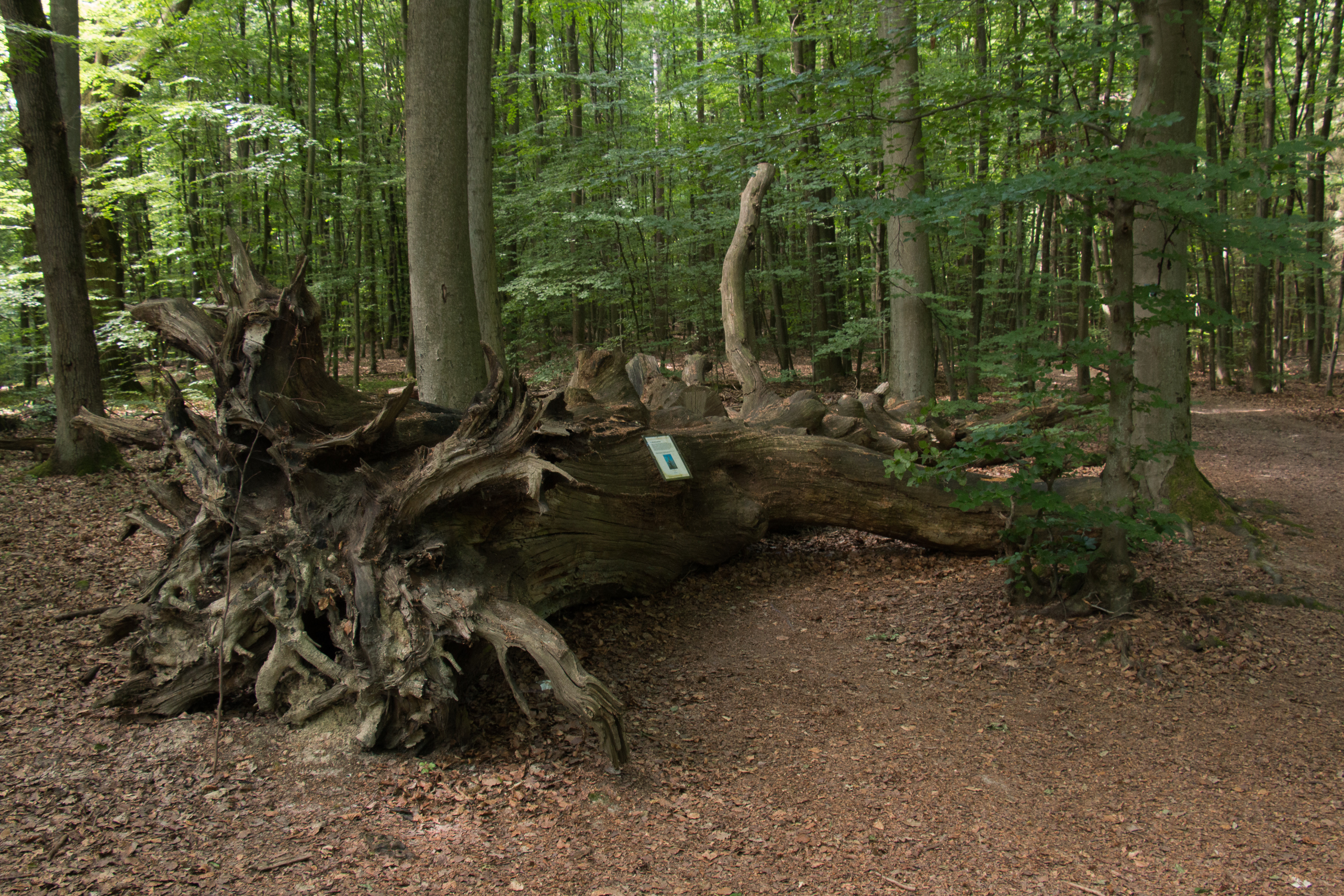
Monstranzenbaum am Rheinsteig

An einem Wanderparkplatz unterhalb des Grauen Steins stand einst der Monstranzenbaum, eine stämmige Stiel-Eiche. Der Legende nach hatte dort eine Äbtissin des Klosters Tiefenthal die Monstranz aus Sorge vor Plünderungen in Kriegswirren vergraben. Zur Orientierung pflanzte sie neben dem Versteck einen Baum. Später aber fand die Äbtissin die Stelle nicht wieder und starb erschöpft bei der Suche. Der Baum wuchs in Form einer Monstranz heran. Nachdem er abgestorben war, musste er 2009 gefällt werden. Der Stamm liegt noch an Ort und Stelle.
Am Ortszentrum Frauenstein, am Goethestein sowie am Grauen Stein führt der Rheinsteig vorbei.
Eine Besonderheit für die Region stellt das Vorkommen der seltenen Äskulapnatter dar. Ein „Schlangenpfad“ wurde 2006 im Erlenbachtal (Oberlauf des Lindenbachs) vom Verein Naturschutzhaus erstellt und informiert über diese heimische ungiftige Schlange. Das bestehende Naturschutzgebiet „Sommerberg bei Frauenstein“ wurde eigens als Refugium für die deutschlandweit seltene Schlange, die eine sogenannte geschützte Art der FFH-Anhangliste darstellt, ausgewiesen.

## Politik

### Wahlergebnisse zum Ortsbeirat
Seit 1972 wird im Rahmen der Kommunalwahlen in Hessen auch der Ortsbeirat des Ortsbezirkes Frauenstein gewählt. Die einzelnen Wahlergebnisse sind nachfolgend zusammengestellt.
- SPD: 4
- CDU: 3

| Wahljahr | CDU % | SPD % | FDP % | Wahlbeteiligung % |
| 2021     | 39,6  | 55,3  | 5,1   | 60,1              |
| 2016     | 45,5  | 54,5  | –     | 59,7              |
| 2011     | 48,3  | 51,7  | –     | 58,1              |
| 2006     | 42,4  | 57,6  | –     | 54,7              |
| 2001     | 42,4  | 57,6  | –     | 65,2              |
| 1997     | 38,5  | 61,5  | –     | 76,4              |
| 1993     | 38,6  | 54,8  | 6,6   | 76,1              |
| 1989     | 35,8  | 57,7  | 6,5   | 84,1              |
| 1985     | 42,4  | 54,1  | 3,5   | 84,2              |
| 1981     | 42,7  | 55,9  | 1,4   | 84,0              |
| 1977     | 47,1  | 51,4  | 1,5   | 87,7              |
| 1972     | 43,1  | 54,1  | 2,8   | 88,1              |

Daraus ergab sich jeweils folgende Sitzverteilung:
| Wahljahr | CDU | SPD | Gesamt |
| 2021     | 3   | 4   | 7      |
| 2016     | 3   | 4   | 7      |
| 2011     | 3   | 4   | 7      |
| 2006     | 3   | 4   | 7      |
| 2001     | 3   | 4   | 7      |
| 1997     | 3   | 4   | 7      |
| 1993     | 3   | 4   | 7      |
| 1989     | 3   | 4   | 7      |
| 1985     | 3   | 4   | 7      |
| 1981     | 3   | 4   | 7      |
| 1977     | 3   | 4   | 7      |
| 1972     | 3   | 4   | 7      |

Am 14. März 2021 in den Ortsbeirat gewählt wurden:
- Weber, Harald (SPD)
- Alikhani, Farsin (SPD)
- Meier, Gerd (SPD)
- Hülsing, Ute (SPD)
- Wagner, Bernd (CDU)
- Herborn, Christoph (CDU)
- Domes, Nicholas (CDU)